# Rain (песня The Beatles)
«Rain» (с англ. — «Дождь») — песня The Beatles, впервые выпущенная 30 мая 1966 года в США и 10 июня 1966 года в Великобритании на стороне «Б» сингла «Paperback Writer». Обе композиции были записаны в ходе сессионной работы над седьмым студийным альбомом The Beatles Revolver, но не вошли в финальный релиз.
«Rain», целиком сочинённая Джоном Ленноном (на обложке сингла традиционно указан авторский дуэт Леннон — Маккартни), считается одним из лучших би-сайдов группы — главным образом благодаря новаторским эффектам звукозаписи: необычному звучанию ударных и фрагментам фонограммы, пущенным в обратную сторону.
В поддержку сингла было снято три коротких музыкальных фильма, во многом предвосхитивших эстетику видеоклипа. Говоря об этих и других видео The Beatles середины 1960-х годов в интервью для документального фильма The Beatles Anthology, Джордж Харрисон заметил: «В общем, я думаю, в каком-то смысле мы изобрели MTV».

## Запись
По воспоминаниям гастрольного менеджера группы Нила Аспиналла и Джона Леннона, поводом к сочинению песни стало прибытие The Beatles в Сидней 11 июня 1964 года, ознаменовавшееся проливным дождём и отвратительной погодой. Леннон заявил: «Я никогда не видел такого дождя — разве что на Таити», позднее объяснив, что песня «Дождь» — «о тех людях, что вечно ноют насчёт погоды».
Запись песни началась 14 апреля 1966 года параллельно с сессионной работой над «Paperback Writer» и завершилась серией наложений и финальным сведе́нием 16 апреля. В этот период группа активно экспериментировала с необычными звуковыми эффектами, в полной мере реализованными на выпущенном четыре месяца спустя «Револьвере». Одним из приёмов, использованных звукоинженером обеих сессий Джеффом Эмериком для изменения звуковой текстуры композиции, стала запись фонового трека на увеличенной скорости. При проигрывании ленты на обычной скорости «музыка приобрела радикальное иное тональное качество». Сходный приём — запись при замедленной работе лентопротяжного механизма  с последующим воспроизведением в обычном режиме — был использован для изменения тональности основного вокала Леннона. Финал «Дождя», содержащий фрагменты инвертированной фонограммы вокала со словами «when the sun shines» (когда светит солнце), «rain» (дождь) и «if the rain comes, they run and hide their heads» (если идёт дождь, они убегают и прячут свои головы), считается первым в истории случаем применения подобного эффекта в популярной музыке. Авторство идеи в разное время приписывали себе сам Леннон и музыкальный продюсер группы Джордж Мартин. По словам Леннона,

После того, как мы отработали сессию для этой песни, — она закончилась около четырёх или пяти утра — я пошёл домой с лентой: посмотреть, что́ с ней ещё можно было сделать. Я тогда очень устал — ну, знаете, когда сам не понимаешь, что́ делаешь — и случайно поставил её на своём магнитофоне задом наперёд. И этот вариант мне понравился больше. Так всё и случилось.
Эмерик подтверждает рассказ Леннона, но Мартин излагает иную версию событий:

Я постоянно играл с лентами, и мне показалось, что будет забавным сделать что-нибудь необычное с голосом Джона. Тогда я поднял тональность части основного вокала с четвёртого трека, поставил запись на другую катушку, перевернул её и погонял туда-сюда — до тех пор, пока фрагмент не встал на место. Джона в это время не было, но когда он вернулся, результат привёл его в восторг.

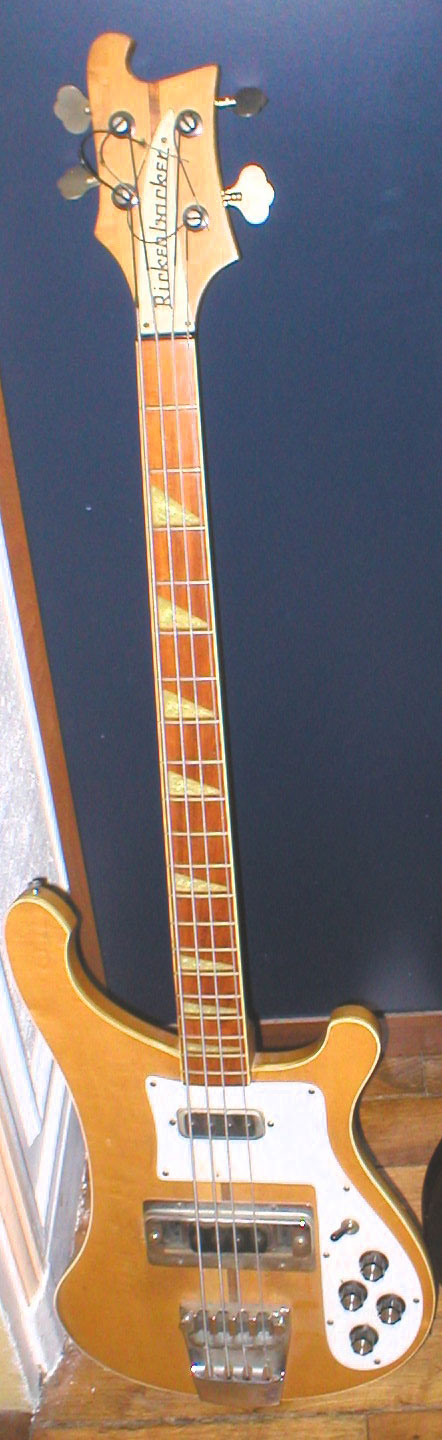
Rickenbacker 4001S — бас-гитара, использованная Полом Маккартни при записи «Rain»

Сингл «Paperback Writer» / «Rain» стал первой музыкальной пластинкой, записанной при помощи устройства ATOC (англ. Automatic Transient Overload Control; рус. Автоматический контроль перегрузки в переходном периоде) — технического новшества студии Эбби-Роуд, позволявшего осуществлять звукозапись на большей громкости, чем все аналогичные устройства того времени.

## Участники записи
- Джон Леннон — лид-вокал, ритм-гитара Epiphone Casino[англ.] (модель 1965 года)[5]
- Пол Маккартни — бэк-вокал, бас-гитара Rickenbacker 4001S[англ.] (модель 1964 года)[5]
- Джордж Харрисон — бэк-вокал, соло-гитара Gibson SG Standard (модель 1964 года)[5]
- Ринго Старр — барабаны Ludwig-Messer[англ.], тамбурин[5]

## Музыкальная структура
Композиция, исполняемая в размере 4/4 и основной тональности соль мажор, начинается синкопированной барабанной дробью — по выражению американского музыковеда Алана У. Поллака, «полутактовым фанфарным „тра-та-та“ солирующих малых барабанов». Девятитактовые куплеты содержат последовательность аккордов соль мажор — до мажор — ре мажор (I, IV, V); двенадцатитактовый припев — аккорды соль мажор и до мажор (I, IV). На протяжении первых двух тактов шеститактовой основы припева удерживается аккорд соль мажор, третьего и четвёртого тактов — до мажор (в третьем такте — в обращении {\displaystyle {}_{4}^{6}}). Пятый и шестой такты возвращают припев к соль-мажорной тонической основе. Припев, кажущийся более медленным, чем куплет, на самом деле исполняется в том же темпе: по словам Поллака, иллюзия достигается за счёт «изменения ритма первых четырёх тактов — от подпрыгивающего в начале до более размеренного и регулярного». После четырёх куплетов и двух припевов звучит короткий проигрыш ударных и гитары, во время которого на протяжении паузы в один такт наступает полная тишина. За проигрышем следуют, по словам Поллака, «исторически значимые» фрагменты инвертированной фонограммы основного вокала. The Beatles первыми использовали приём затухающей и вновь возникающей коды, позднее применявшийся в ряде знаковых для рок-музыки композиций, в том числе «Strawberry Fields Forever» (The Beatles, 1967) и «Thank You» (Led Zeppelin, 1969).
Многочисленных положительных отзывов удостоилась партия ударных «Rain»: британский музыкальный критик Иэн Макдональд назвал работу Ринго Старра «великолепной»; обозреватель журнала Rolling Stone Роб Шеффилд — «одной из вершин рок-н-ролльной барабанной техники всех времён». Рецензент сайта AllMusic Ричи Антербергер отмечает «изобретательные барабанные переходы» Старра. Сам экс-ударник The Beatles считает партию в «Rain» лучшей из всех, записанных им за свою профессиональную карьеру:

«Дождь» меня просто поражает. Сам не ожидал от себя такого. Я знаю себя, знаю свою игру — и вдруг «Дождь».
Стремясь достичь необычного звучания бас-барабана, Джефф Эмерик установил микрофон вплотную к мембране, затолкав внутрь барабана шерстяной свитер:

Я затолкал его в барабан, чтобы заглушить звук. Потом мы пропустили звук через ламповые ограничители и компрессоры Fairchild 600. Родился саунд «Револьвера» и «Пеппера». Таких ударных ещё никто не слышал.
Высоких оценок удостоилась также партия бас-гитары, исполненная Полом Маккартни (4-е место в списке 10 лучших басовых партий в песнях The Beatles по версии сайта The Top Tens; 94-е место в списке 100 величайших басовых партий в рок-музыке по версии сайта DigitalDreamDoor.com).

## Выпуск
«Rain» была издана на стороне «Б» сингла «Paperback Writer» 30 мая 1966 года в США (Capitol 5651) и 10 июня 1966 года в Великобритании (Parlophone R5452). Песня включалась в сборники The Beatles Hey Jude (1970) и Rarities (1978), CD-компиляцию Past Masters (1988).

## Видео

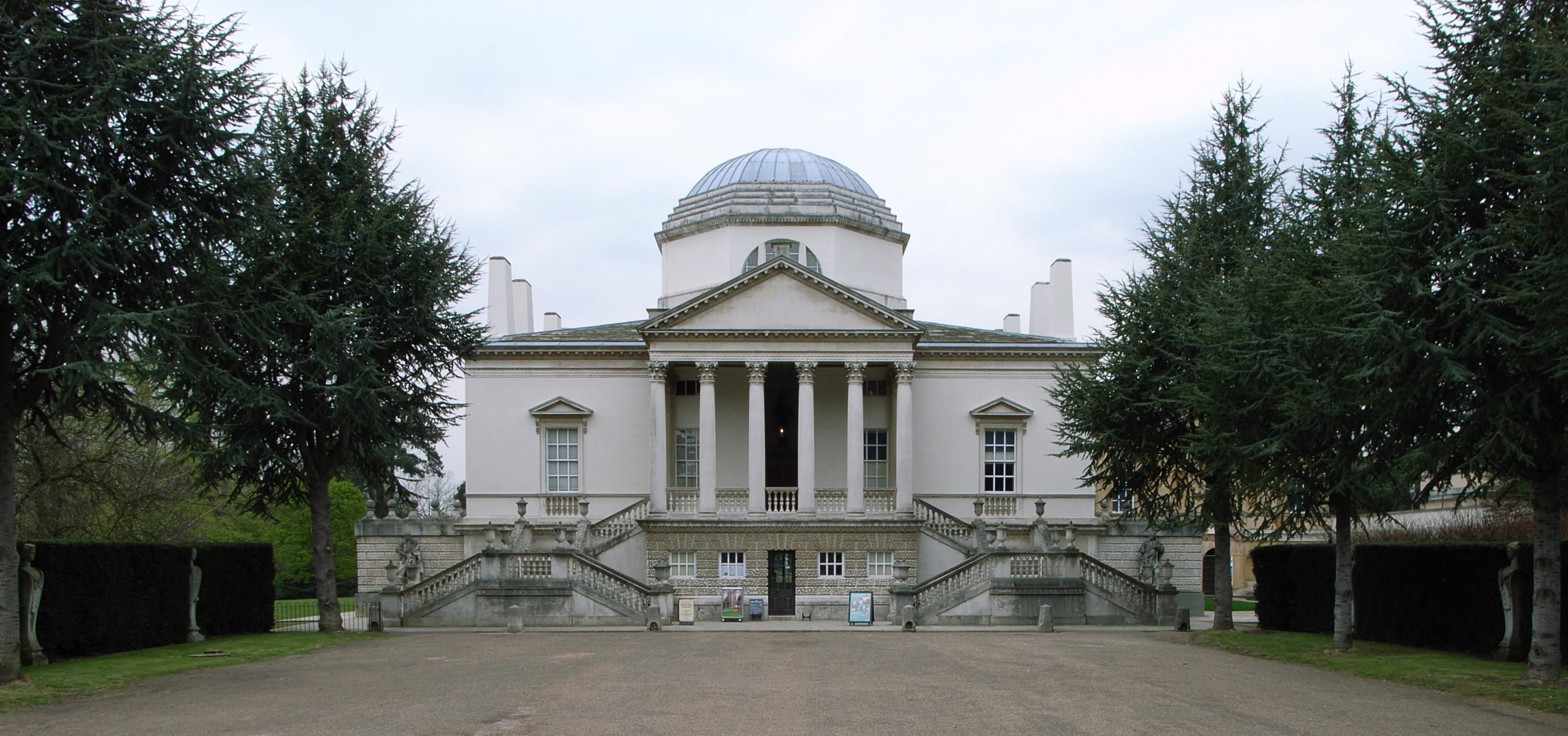
Чизик-хаус (Лондон) — место съёмки промофильма «Rain»

Параллельно с выпуском сингла были сняты три промофильма «Rain», ныне считающихся предшественниками музыкального видеоклипа. Все фильмы были поставлены режиссёром Майклом Линдси-Хоггом, до этого работавшим с группой в телевизионной музыкальной программе Ready Steady Go! (1960). В двух фильмах The Beatles исполняют песню со сцены (снято 19 мая 1966 года — в цвете для американского телевизионного «Шоу Эда Салливана» и в чёрно-белой версии для показа в Великобритании), в третьем — в саду и оранжерее лондонского летнего дворца Чизик-хаус (снято 20 мая 1966 года). 26 декабря 1965 года, за полгода до съёмок, Маккартни получил травму, упав с мопеда; на крупных планах видны шрам на губе и сломанный зуб. Внешность Маккартни в промофильмах «Rain» стала одной из причин возникновения легенды о смерти Пола.
Документальный фильм The Beatles Anthology (1995—1996, 2003) содержит все три проморолика, дополненные современными спецэффектами и фрагментами, отвергнутыми при оригинальном монтаже, из-за чего видеоряд 1966 года выглядит не вполне аутентично. Так, присутствующий в обновлённых версиях «Rain» эффект обратной съёмки, получивший широкое применение в музыкальных видеоклипах лишь в 1990-е годы, был впервые использован в промофильме The Beatles «Strawberry Fields Forever», снятом в январе 1967 года.

## Чарты
11 июня 1966 года песня «Rain» поднялась до 23-го места в американском чарте Billboard Hot 100. 23 июня сингл «Paperback Writer» / «Rain» занял первое место в британском хит-параде UK Singles Chart, после чего удерживал его в течение двух недель. 14 июля 1966 года по результатам продаж в США — более 500 000 реализованных копий — сингл получил золотой статус от Американской ассоциации звукозаписывающих компаний. В целом «Rain» — одна из самых успешных песен The Beatles, неоднократно включавшаяся в авторитетные списки «Лучшее из…» (463-е место в списке «500 величайших песен всех времён» по версии журнала Rolling Stone; 557-е место — 22-е из общего числа композиций The Beatles — в списке 3000 лучших песен по версии сайта AcclaimedMusic.net).

## Кавер-версии
Известны кавер-версии «Rain» в исполнении Петулы Кларк, Ibex, Bongwater, Humble Pie, Shonen Knife, The Punkles, Galaxie 500 и Грегга Оллмена. Американская группа Grateful Dead часто завершала песней The Beatles свои выступления 1990-х годов. Ирландская группа U2 исполняла фрагменты из «Rain» во время концертов на открытых площадках всякий раз, когда начинался дождь. Среди других известных исполнителей «Rain» — Pearl Jam (фестиваль Pinkpop, 1992), Kula Shaker (Редингский фестиваль, 1996), Fairport Convention с участием Дэна Ара Браза (фестиваль в Кропреди, 1997), Тодд Рандгрен и Дэн Фогелберг, записавший попурри из «Rain» и композиции американской вокальной группы The Cascades «Rhythm of the Rain».